# Cryptochetum monophlebi
Cryptochetum monophlebi är en tvåvingeart som först beskrevs av Frederick Askew Skuse 1889.  Cryptochetum monophlebi ingår i släktet Cryptochetum och familjen Cryptochetidae. Inga underarter finns listade i Catalogue of Life.